# 小杉雅之進

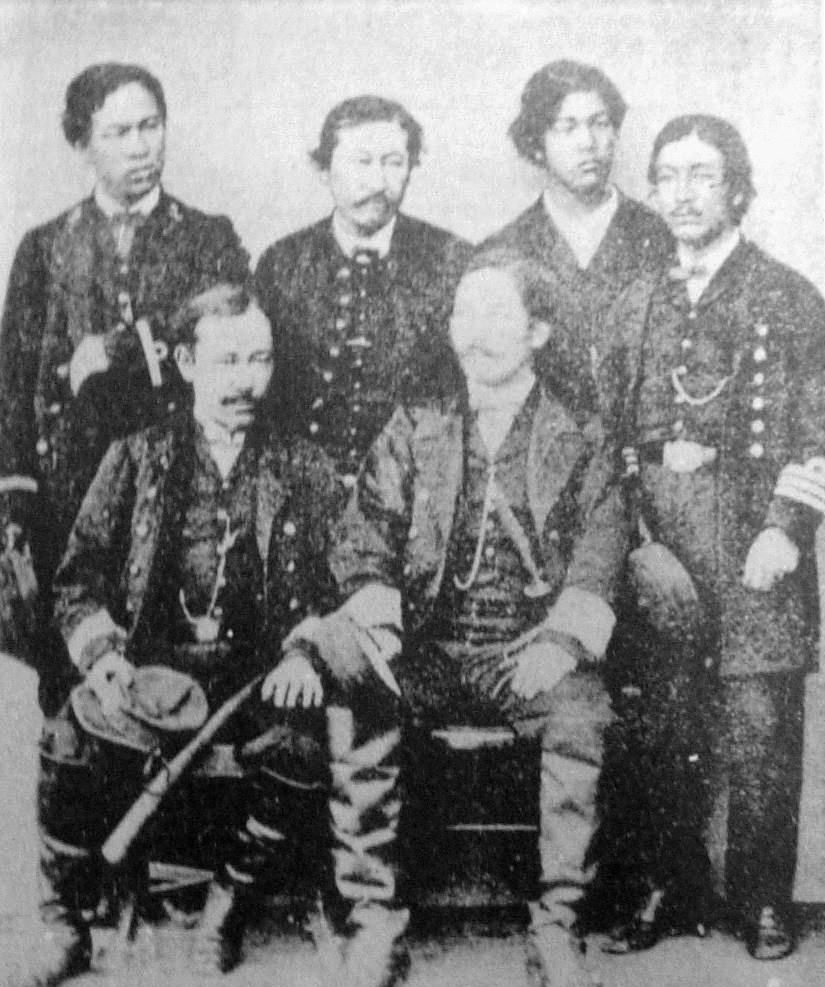
後列左から小杉雅之進、榎本対馬、林董、松岡磐吉、前列左から荒井郁之助、榎本武揚

小杉 雅之進（こすぎ まさのしん、天保14年10月1日（1843年11月22日） - 明治42年（1909年）8月21日）は、江戸幕末～明治期の武士・幕臣・逓信官僚。正六位勲六等。諱は直道。号は竹筠。維新後、雅三と改名。

## 略歴
安政4年(1857年)、長崎海軍伝習所三期生に選ばれ、機関学を学ぶ。その後、軍艦操練所教授方手伝となり、万延元年（1860年）、咸臨丸の太平洋横断時には蒸気方の見習士官を務めた。慶応3年（1867年）、軍艦蒸気役一等となり、開陽丸機関長を務めた。戊辰戦争では榎本武揚に従い、箱館政権では江差奉行並となった。
赦免後、明治7年、内務省駅逓寮十等出仕、以後、明治14年、農商務省商務局二等属、管船局准奏任御用掛（同僚に小笠原賢蔵、矢田堀鴻ら幕府海軍関係者）、明治18年、逓信省管船局御用掛准奏任（同僚に矢田堀鴻、森本弘策）、司検官、船舶課長、大阪船舶司検所長を歴任、海事行政を担当した。退官後、大阪商船の監督部長となった。